# 18 août 1997

## Naissances
- Yohanes Chiappinelli, athlète italien
- Renato Sanches, joueur de football portugais

## Décès
- Jeep Swenson (né le 5 janvier 1957), cascadeur et catcheur américain
- Don Knight (né le 16 février 1933), acteur anglais
- Maria Primatchenko (né le 12 janvier 1909), artiste peintre ukrainienne
- Burnum Burnum (né le 10 janvier 1936), militant et acteur aborigène australien

## Autres événements
- Sortie de la chanson Seven Years in Tibet sur l'album Earthling de David Bowie.
- Sortie de la chanson Everlong sur l'album The Colour and the Shape des Foo Fighters.
- Ouverture des gares Bois-de-Boulogne et Sainte-Rose sur la Ligne Saint-Jérôme
- Record de Grèce féminin du saut en longueur par Níki_Xánthou
- Parution du 3e disque Greatest Hits de Billy Joel
- Lancement au Canada de la marque Global du groupe Global Television Network
- Patrick Swayze obtient son étoile sur le Hollywood Walk of Fame
- Création de la Réserve naturelle régionale de la Grotte du Castellas